# Герцрикен, Соломон Давидович
Соломон Давидович Герцрикен (1901 — 1960) — советский физик, доктор физико-математических наук (1939), профессор (1940), изобретатель.

## Биография
Родился в семье аптекаря. В 1917 окончил Одесское общеобразовательное училище, затем обучался в Одесском политехническом институте. Служил в продотряде и трудился телефонистом в Киеве. Осенью 1922 становится студентом физико-математического факультета в Киевском институте народного образования, в 1926 там же аспирантом. В 1927 появляется его первая научная публикация в «Украинских физических записках». После окончания аспирантуры в 1930  возглавил отдел рентгенофизики в Институте физики АН УССР, впоследствии ставший отделом металлофизики. В 1931 основал и возглавил кафедру рентгенометаллофизики в Киевском институте народного образования, в 1932 там же им была основана кафедра рентгенометаллологии. В 1936 защищает кандидатскую, а уже в 1939 и докторскую диссертации.
С 1940 профессор Киевского университета, заведующий кафедрой и одновременно заведующий отделом Института физики АН УССР. С началом Великой Отечественной войны находится в эвакуации и в 1941-1944 заведует кафедрой физики Свердловского университета. После освобождения Киева возвращается в Киев и в 1944 становится основателем и заведующим кафедры физики в созданном Киевском автомобильно-дорожном институте. С 1945 после создания Института металлофизики АН УССР возглавлял там отдел диффузии металлов.
В 1934 изобрёл бериллиевое стекло, прозрачное для мягких рентгеновских лучей, что позволило наладить в Советском Союзе производство запаянных рентгеновских трубок, а не завозить таковые из-за границы. Работал в области физики рентгеновских лучей, диффузии металлов, возникновения и подвижности дефектов кристаллической решётки в металлах и других направлениях металлофизики. В 1950-х был пионером исследования дефектов, уточнял метод Лауэ, приступил к обширным исследованиям дефектов структуры в металлах и сплавах под действием разнообразных физических воздействий: закаливания, деформации, облучения и так далее. По его идее на кафедре рентгенометалофизики был создан оригинальный дилатометр, который давал возможность измерять незначительные относительные изменения объёма, происходящие во многих процессах связанных с наличием дефектов. В 1960 в соавторстве опубликовал первую в Советском Союзе фундаментальную монографию про диффузию в металлах, не утратившую актуальность и поныне.

### Семья
- Дочь — Дина Соломоновна Герцрикен, кандидат технических наук, научная сотрудница Института металлофизики АН УССР.[5]
- Внук — Сергей Александрович Бобырь, репетитор по химии, физике и математике, учитель в киевской средней школе № 25.[6]

## Публикации
- Герцрикен С. Д., Дехтяр И. Я. Диффузия в металлах и сплавах в твёрдой фазе. Физматгиз, 1960.[7][8][9][10][11]
- Герцрикен С. Д. Физические основы прочности и пластичности металлов. Металлургиздат, 1963.[5][12]